# Эргеме
Эргеме (латыш. Ērģeme) — населённый пункт в Валкском крае Латвии. Административный центр Эргемской волости. Находится на региональной автодороге P22 (Валка — Руиена), рядом протекает река Риканда. Расстояние до города Валка составляет около 14 км. По данным на 2015 год, в населённом пункте проживало 319 человек. Есть начальная школа, детский сад, дом культуры, библиотека и фельдшерский пункт. Сохранились руины средневекового замка и церкви.

## История

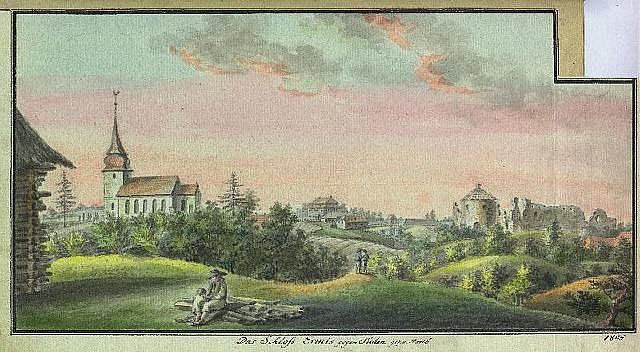
Церковь Эргеме и развалины замка в 1805 году

В XIV веке здесь был построен замок Ливонского ордена. В 1560 году неподалёку состоялось сражение при Эрмесе между Ливонским орденом и армией Ивана Грозного. В 1670 году замок сгорел.
В советское время населённый пункт был центром Эргемского сельсовета Валкского района.